# Hoài Đức (phủ)
Phủ Hoài Đức là phủ được lập tên năm Gia Long thứ 4 (1805), thuộc tỉnh Hà Nội.
Trước là phủ Trung Đô, năm Quang Thuận 10 (1469) đời Lê Thánh Tông quy định bản đồ toàn quốc, đổi làm phủ Phụng Thiên, gồm 2 huyện hành Đông Quan thời thuộc nhà Minh. Huyện Vĩnh Xương đến đời nhà Mạc đã đổi làm huyện Thọ Xương.
Năm Gia Long thứ 4 (1805), đổi tên huyện Quảng Đức làm Vĩnh Thuận và đổi phủ Phụng Thiên làm phủ Hoài Đức (gồm 2 huyện) thuộc Bắc Thành.
Năm Minh Mệnh thứ 12 (1831), tách huyện Từ Liêm thuộc phủ Quốc Oai nhập vào phủ Hoài Đức (gồm 3 huyện). Phủ lị ở thôn Tiên Thị, huyện Thọ Xương, nay là khu vực phố Phủ Doãn, quận Hoàn Kiếm, Hà Nội. Tường thành phủ chu vi 203 trượng, cao 7 thước, 2 tấc, mở 3 cưa, hào rộng 2 trượng 5 thước, tường thành hình vuông, chiều Đông Bắc – Tây Nam, phía Bắc giáp phố Ấu Triệu hiện nay.
Năm 1833, dời đến xã Dịch Vọng, huyện Từ Liêm, do phủ kiêm lý, đắp thành phủ mới, có hào, mặt trước, nay là đường Nguyễn Phong Sắc quận Cầu Giấy Hà Nội.
Năm 1888, huyện Đan Phượng thuộc phủ Quốc Oai, tỉnh Sơn Tây, được nhập vào phủ Hoài Đức, tỉnh Hà Nội